# الصباح (المخادر)

تعديل مصدري - تعديل

الصباح محلة تابعة لقرية الوطئة، التابعة لعزلة السحول بمديرية المخادر إحدى مديريات محافظة إب في الجمهورية اليمنية، بلغ تعداد سكانها 22 حسب تعداد اليمن لعام 2004.